# Пікоаш (станція метро)
38°43′48″ пн. ш. 9°8′50″ зх. д. / 38.73000° пн. ш. 9.14722° зх. д.
Піќоаш (порт. Picoas) — станція Лісабонського метрополітену. Є однією з перших одинадцяти станцій метро у Лісабоні, в Португалії. Знаходиться у центральній частині міста. Розташована на Жовтій лінії (або Соняшника), між станціями «Маркеш-де-Помбал» і «Салданья». Станція берегового типу, мілкого закладення. Введена в експлуатацію 29 грудня 1959 року . Розташована в першій зоні, вартість проїзду в межаї якої становить 0,75 євро. Назва станції походить від місцевості, де вона локалізована, — Пікоаш.

## Опис
За архітектурою станція є однією з найгарніших у Лісабонському метрополітені. Архітектор оригінального проекту — Falcão e Cunha, художні роботи виконала — Maria Keil (першопочатковий вигляд станції). Станція зазнала двох реконструкцій: спочатку у 1982 році — було збудовано додатковий вестибюль, а подовжені платформи станції змогли приймати по 6 вагонів у кожному напрямку, пізніше у 1995 році — архітектор Dinis Gomes. Під час останньої реконструкції було перебудовано північний вестибюль, а конструкція вхідної частини була презентована Паризьким метрополітеном (робота початку 20 століття видатного французького архітектора і дизайнера Гектора Гімара). Станція має два вестибюлі підземного типу (у південній та північній частинах), що мають шість основних виходів на поверхню. На станції заставлено тактильне покриття. 

## Режим роботи[5]
Відправлення першого поїзду відбувається з кінцевих станцій лінії:
- ст. «Рату» — 06:30
- ст. «Одівелаш» — 06:30

Відправлення останнього поїзду відбувається з кінцевих станцій лінії:
- ст. «Рату» — 01:00
- ст. «Одівелаш» — 01:00

## Галерея зображень

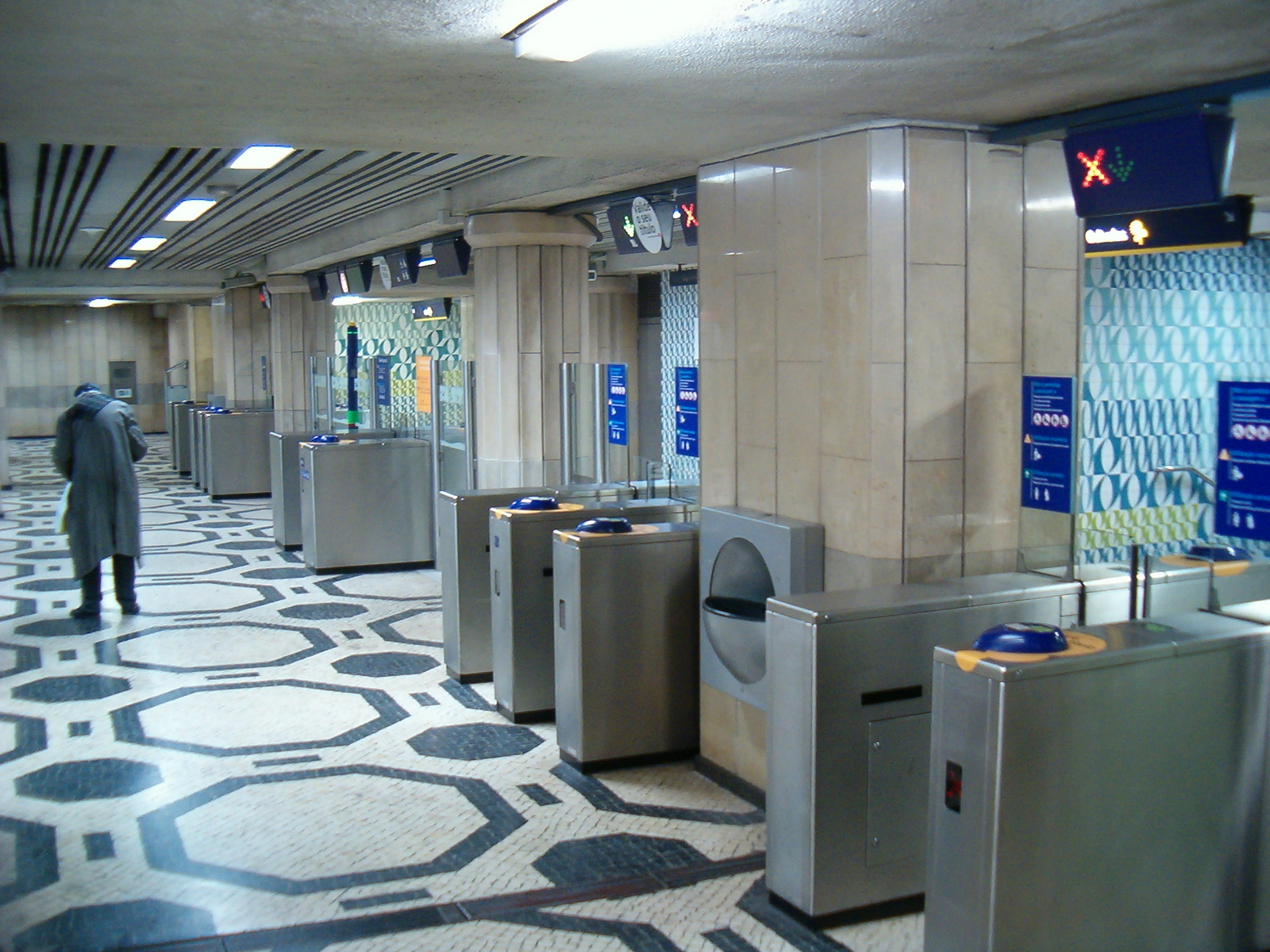
Пропускні турнікети у північному вестибюлі
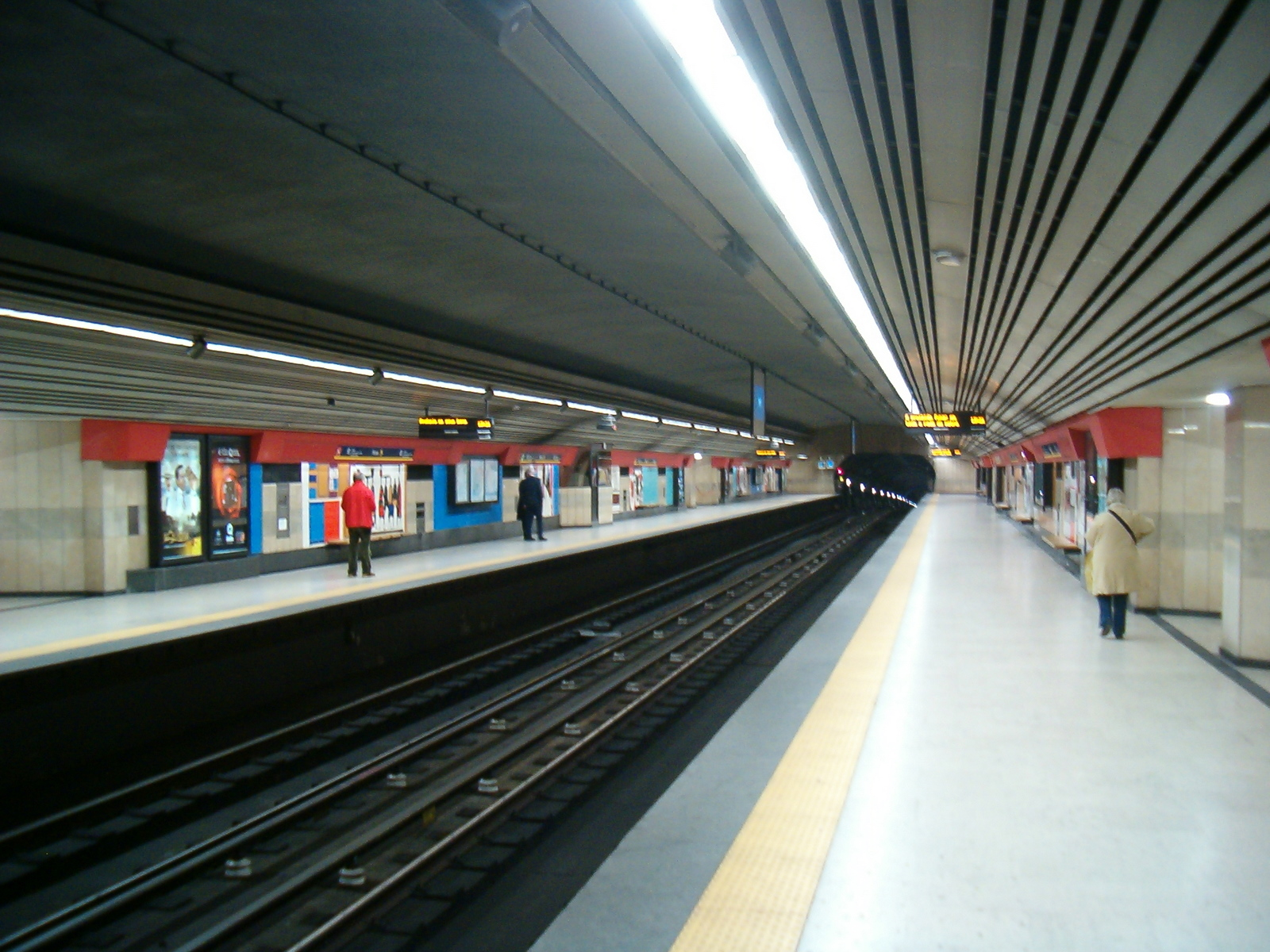
Головна зала станції
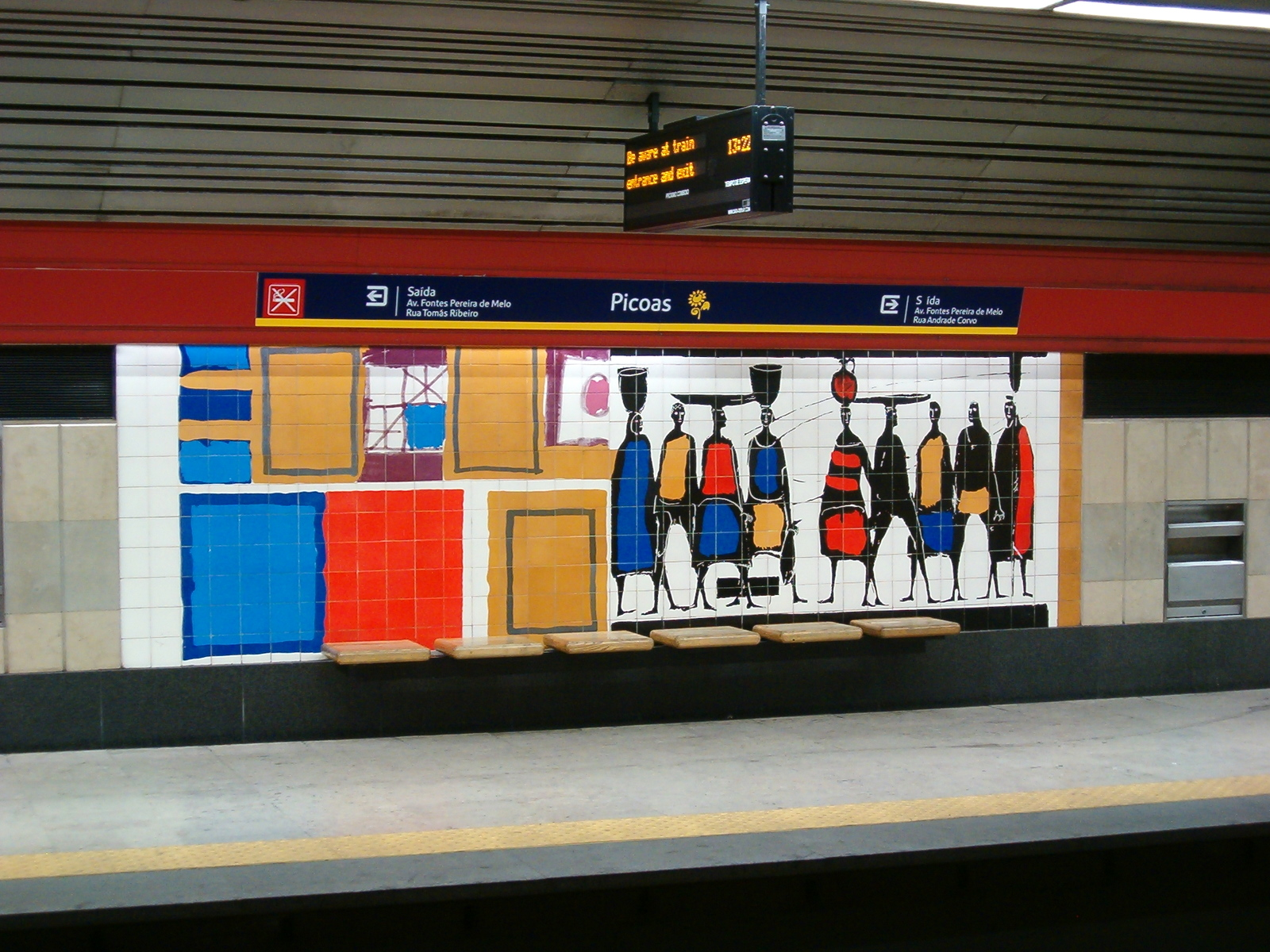
Елемент настінної декорації
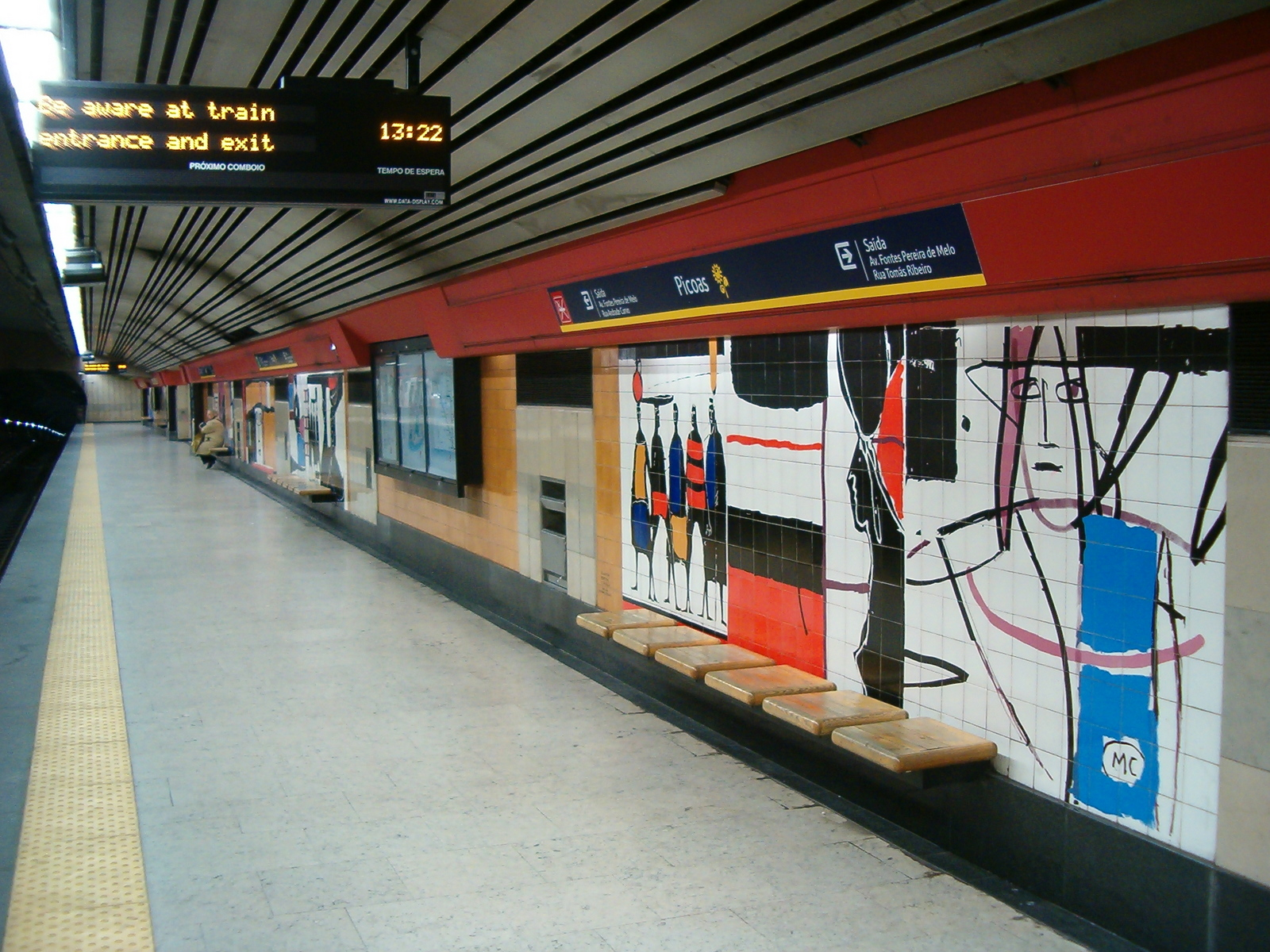
Посадкова платформа